# Pepřenka (zbraň)

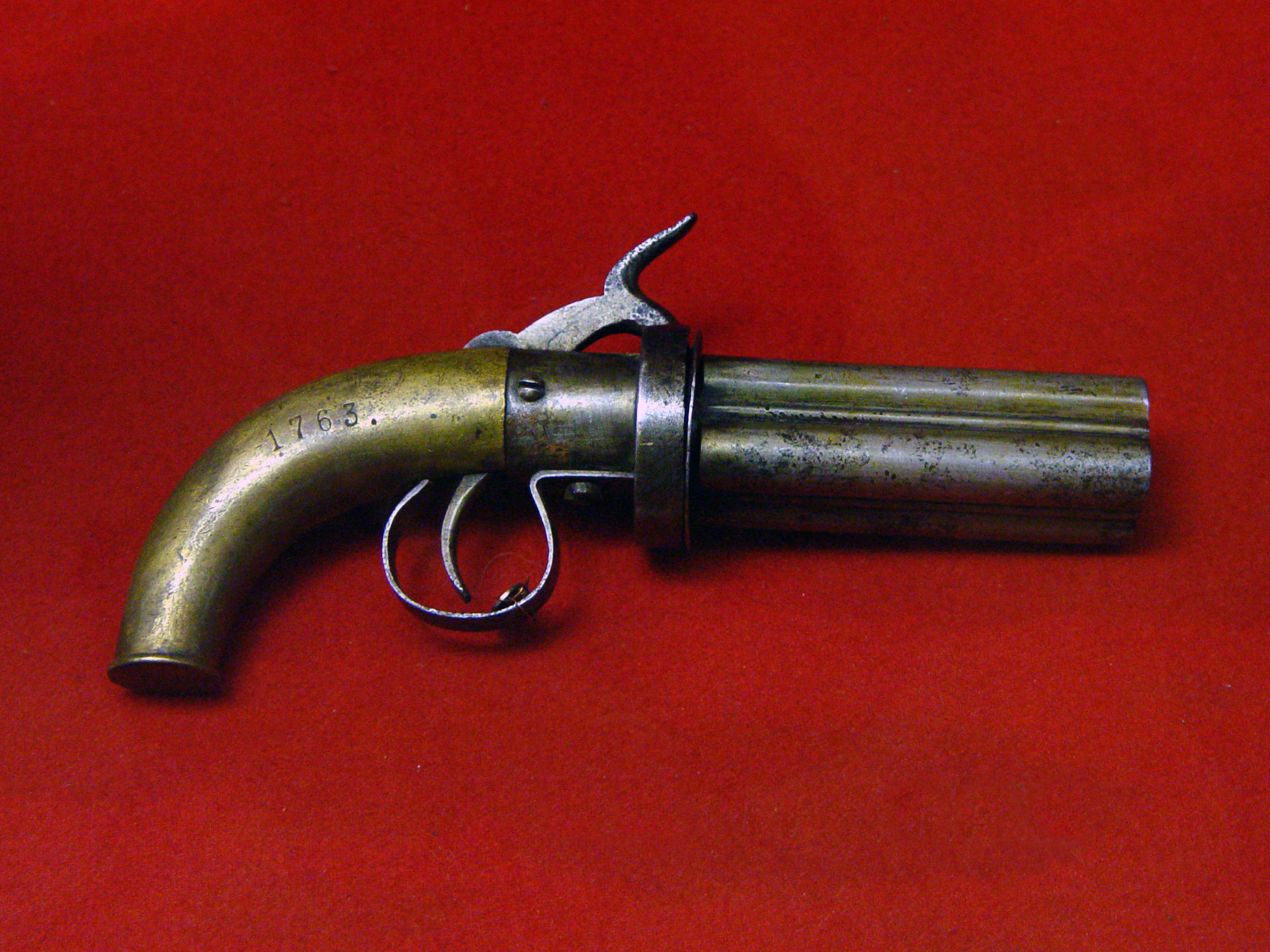
Čtyřhlavňová „pepřenka“, polovina 19. století – Rusko

Pepřenka je obvykle krátká víceranná palná zbraň s několika hlavněmi.

## Historie
První pistole byly, vzhledem k určení ke střelbě na krátkou vzdálenost a současně dlouhé době nabíjení, v rámci boje zbraněmi na jedno použití. Několik zbraní založených na konceptu více hlavní se objevilo už v 15. století. V 18. století se objevily vícehlavňové zbraně s křesadlovými zámky. Hlavně byly otočné, ale otáčení se provádělo ručně.
Perkusní zápal a technologický pokrok umožnily další rozvoj. Konstruktéři hledali cesty jak zvýšit použitelnost pistolí. Zvýšení počtu hlavní, tedy vytvoření pepřenek, bylo jednou z použitelných cest vývoje. Pepřenky jsou vlastně předchůdci revolverů. Revolvery se ale ukázaly jako perspektivnější a prakticky pepřenky vytlačily.

## Konstrukce
Existují pepřenky konstruované jako předovky i zadovky. Některé zdroje definují pepřenky jako zbraně s několika otočnými hlavněmi. Jiné zdroje uvádí jako pepřenky i pistole, jejichž hlavně jsou pevné. Přestože jsou pepřenky většinou krátké zbraně, existovaly i jako zbraně dlouhé.